# لوسیوس ژولیوس لیبوی جوانتر
لوسیوس ژولیوس لیبوی جوانتر (دوم)، احتمالاً تنها پسر لوسیوس ژولیوس لیبو و همسرش سسیلیا متیلا و پدر نومریوس ژولیوس سزار و سکستوس ژولیوس سزار بود.

## خانواده

### پدر و مادر

#### پدر
پدر وی لوسیوس ژولیوس لیبو که یکی از اعضای کنسول‌گری در سال ۲۶۷ پیش از میلاد بود که یک پیروزی مهم نظامی را بدست آورد.

#### مادر
مادر وی سسیلیا متیلا تنها همسر لوسیوس لیبو بود.

### همسران و فرزندان

#### همسران
از همسر(ان) وی هیچ اطلاعاتی حتی نامشان یا قبیله‌شان نیز در دسترس نیست.

#### فرزندان
او دارای دو پسر به نامهای نومریوس ژولیوس سزار و سکستوس ژولیوس سزار بود که سکستوس سومین جد از ژولیوس سزار بود.